# 아담 플럿코
아담 그레고리 플럿코(Adam Gregory Plutko, 1991년 10월 3일 ~ )는 미국의 야구 선수이자, 전 KBO 리그 LG 트윈스의 투수이다.

## 미국 프로야구 시절
2013년에 클리블랜드 인디언스에 입단하였다.

## 한국 프로야구 시절

### LG 트윈스시절
2022년에 앤드류 수아레즈를 대체할 투수로 영입되었다. 2023년 8월에 골반뼈 타박상을 입은 후 단 한 경기에도 등판하지 못했고, 2023년 시즌 후 재계약에 실패했다. 그의 대체 선수로는 디트릭 엔스가 영입되었다.